# Nanchez
Nanchez is een gemeente in het Franse departement Jura (regio Bourgogne-Franche-Comté). De plaats maakt deel uit van het arrondissement Saint-Claude. Nanchez is op 1 januari 2016 ontstaan door de fusie van de gemeenten Chaux-des-Prés en Prénovel. Op 1 januari 2019 is Nanchez uitgebreid met de op die datum opgeheven gemeenten Les Piards en Villard-sur-Bienne.

## Geografie

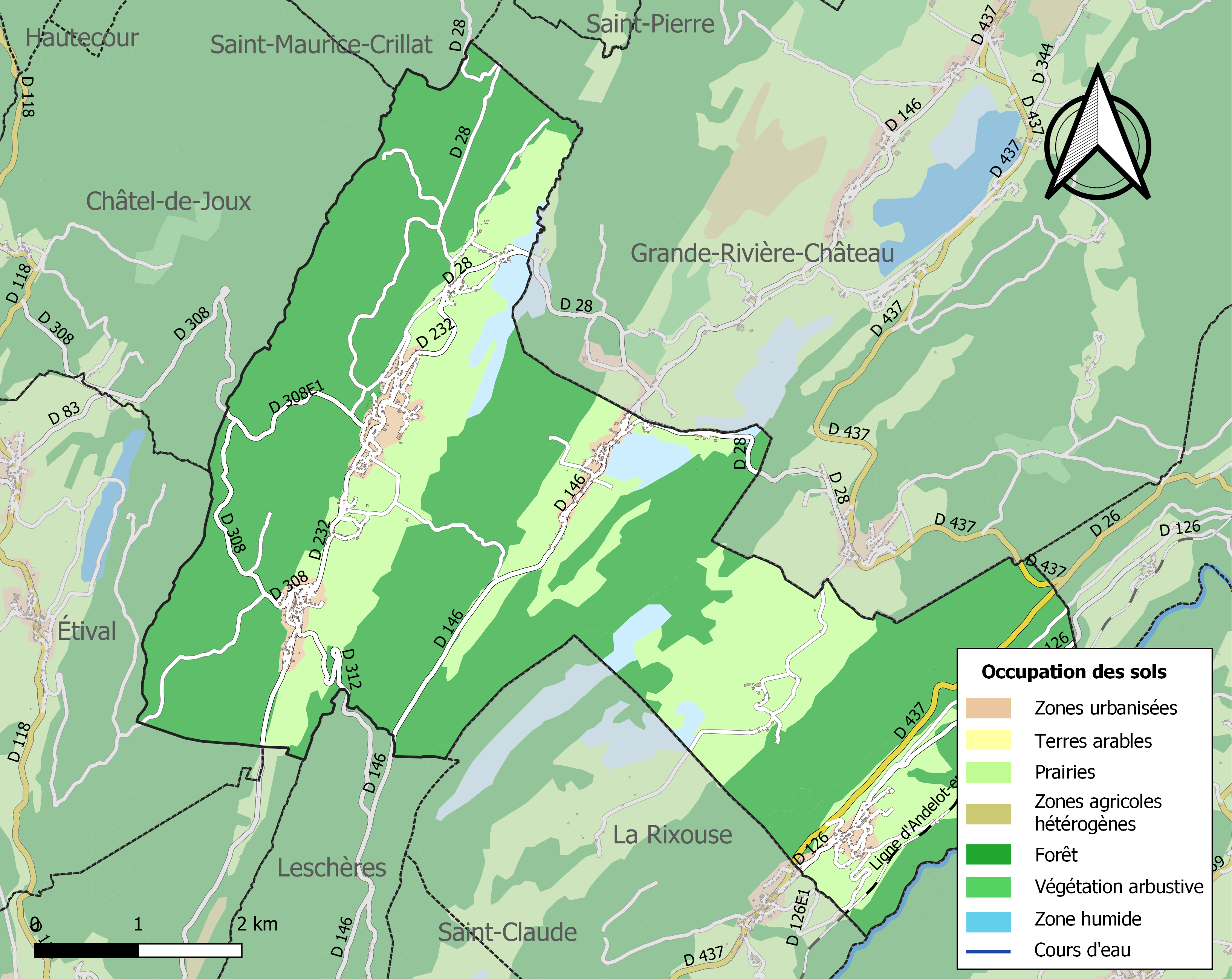
Kaart van de gemeente met de belangrijkste infrastructuur, bodemgebruik en omliggende gemeenten

## Afbeeldingen

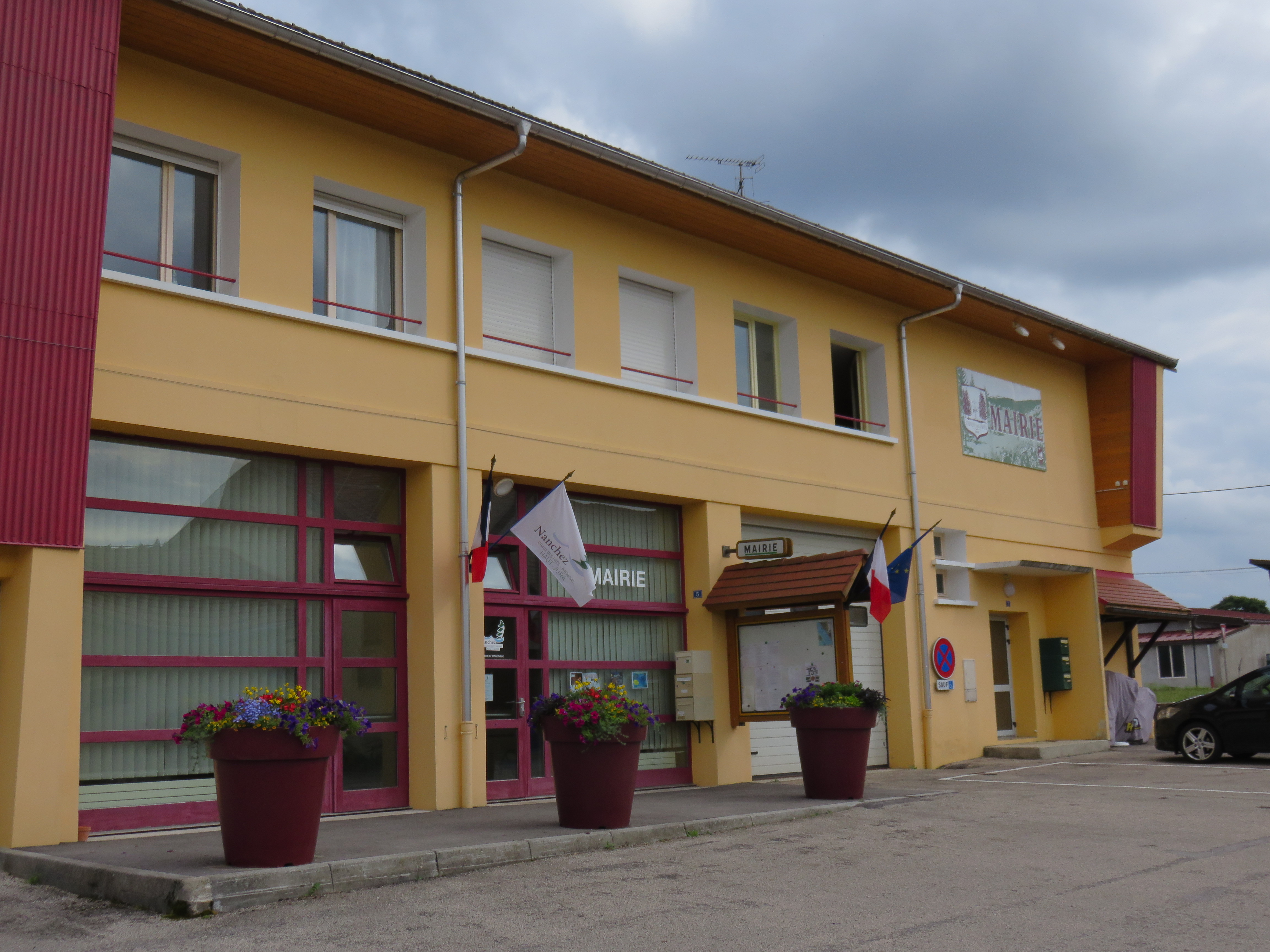
Gemeentehuis (in Chaux-des-Prés)
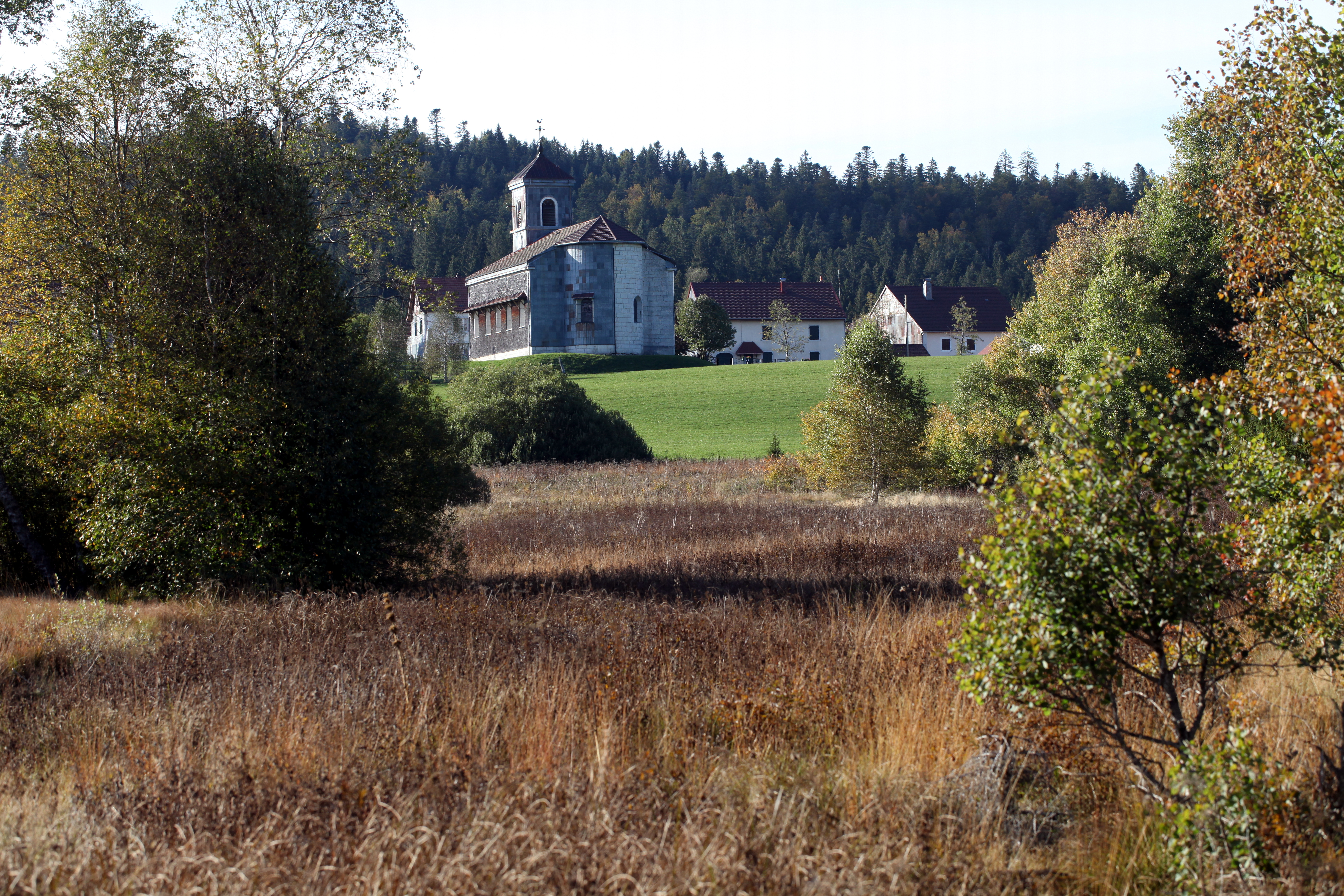
Église de la Sainte-Trinité, Chaux-des-Prés
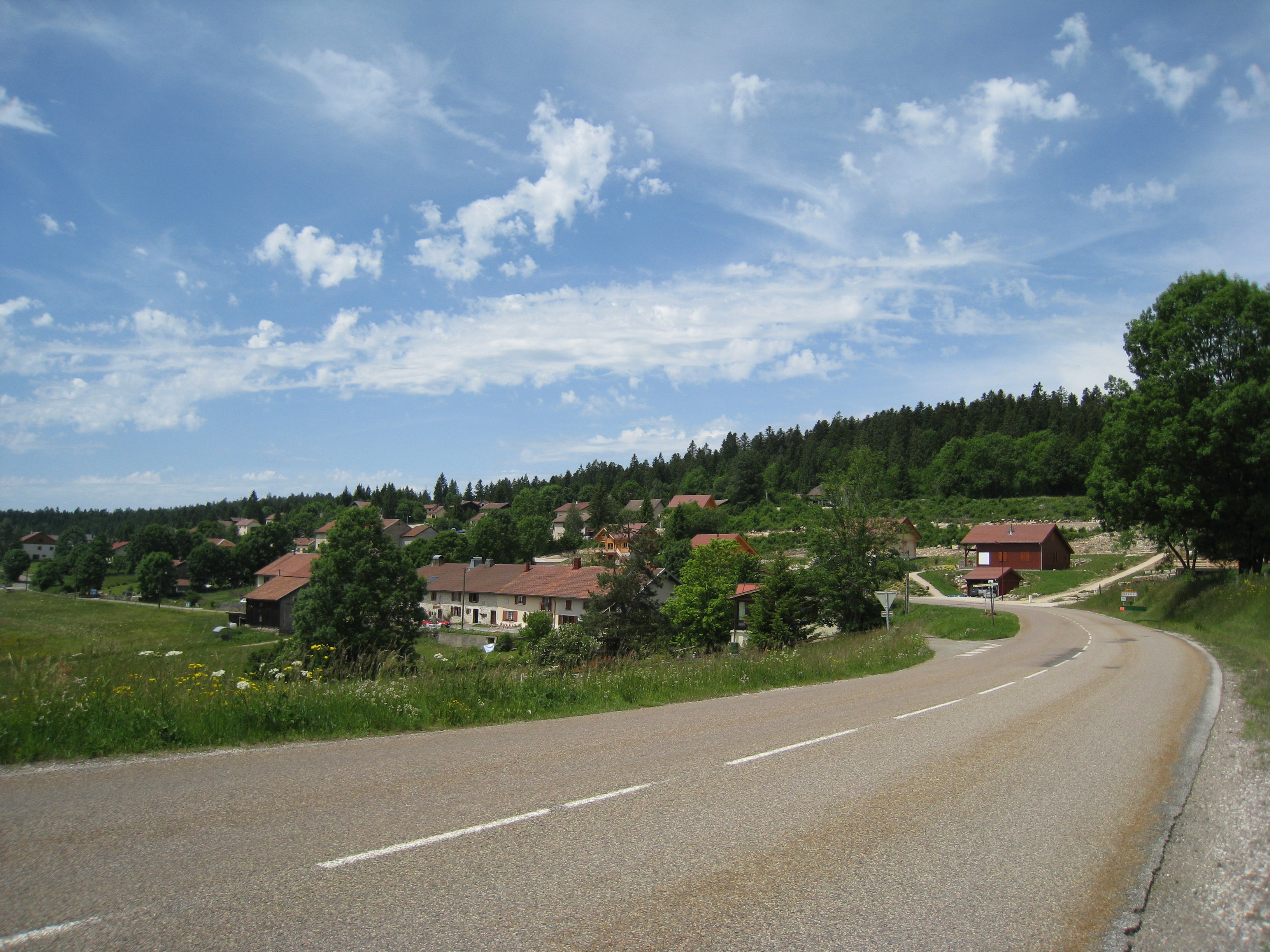
Gezicht op Prénovel
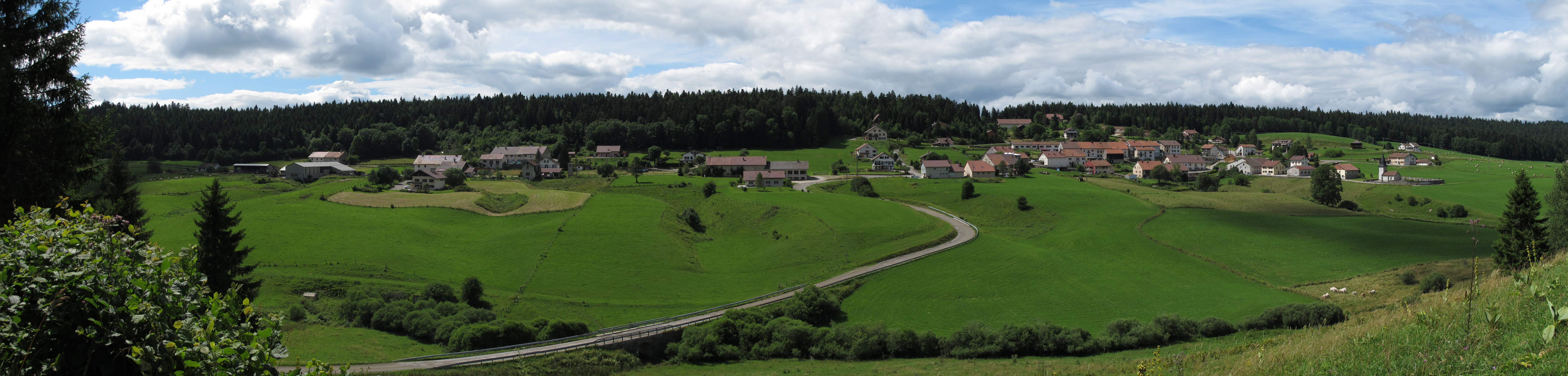
Gezicht op Les Piards